# Freden i Paris (1856)
 For alternative betydninger, se Freden i Paris. (Se også artikler, som begynder med Freden i Paris)
Pariserdeklarationen om søkrigsret bliver undertegnet 16. april 1856 i sammenhæng med Pariserfreden ved afslutningen af Krimkrigen af repræsentanter for England, Frankrig, Østrig, Preussen, Rusland, Sardinien og Osmanniske Rige.
Den indeholder bestemmelser om:
- væbnet neutralitet
- at afskaffe kaperi
- neutralt flag
- neutralt gods under fjendligt flag
- blokader.

| Historie | Spire Denne historieartikel er en spire som bør udbygges. Du er velkommen til at hjælpe Wikipedia ved at udvide den. |